# Fernando Álvaro Seco

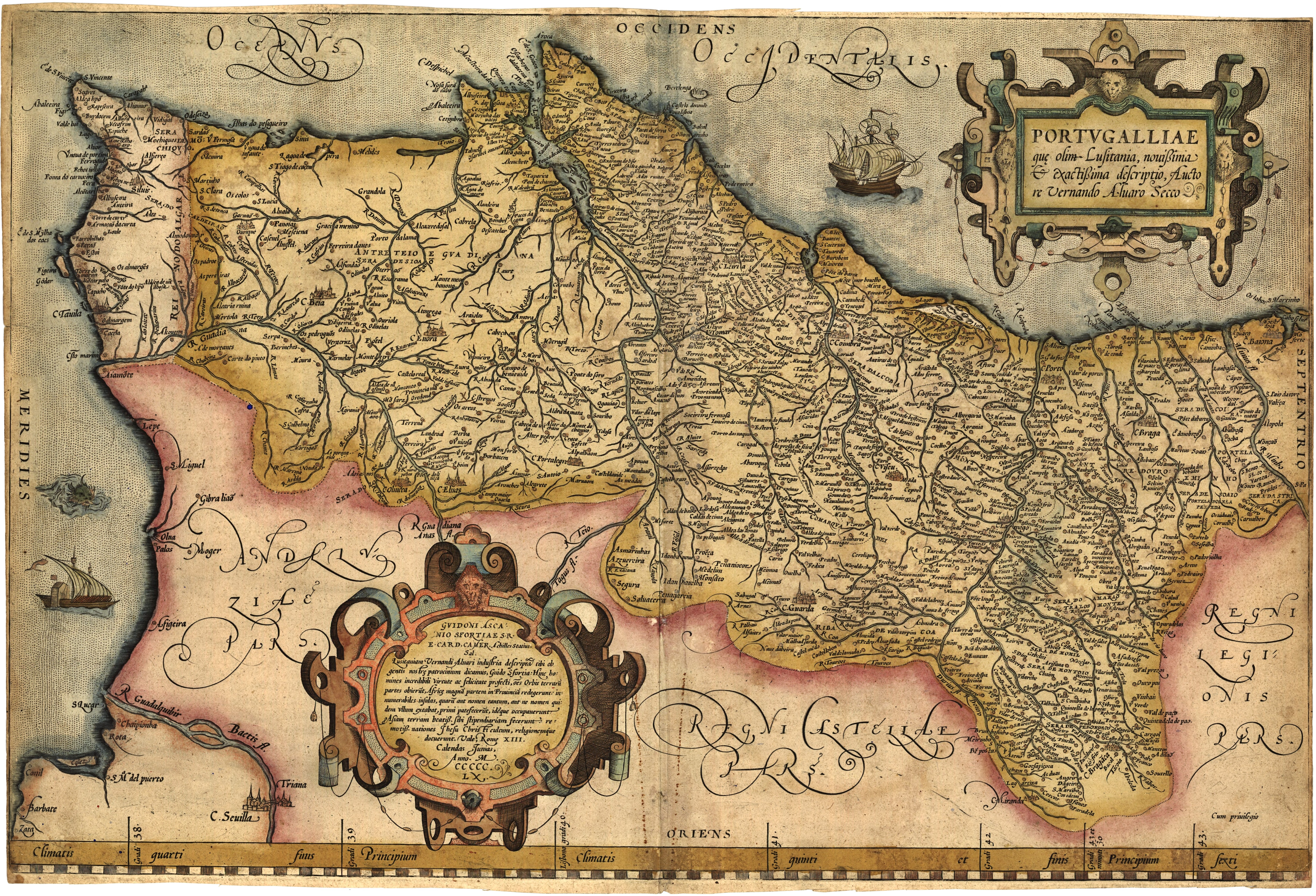
Carta de Portugal (Álvaro Seco, 1561).

Fernando Álvaro Seco, também grafado como Vernandi Alvari Secco (século XVI) foi um cartógrafo português.
Embora nada se conheça acerca de sua biografia, é o autor da primeira versão conhecida do território continental português, oferecida diplomáticamente em Roma, em Maio de 1560, com uma escala de aproximadamente 1:1.200.000. A carta foi encomendada por Aquiles Estaço para discutir as relações diplomáticas entre Portugal e a Santa Sé.
As três primeiras versões dessa carta são:
- a edição dita "de Roma", que apresenta em sua dedicatória a data de 1561;
- a de Antuérpia, de 1565, que exibe dedicatória datada de 1560; e
- a incluída na primeira edição do "Theatrum Orbis Terrarum", de Abraham Ortelius, publicada em Antuérpia em 1570 .